# Michaił Kuzniecow (1896–1941)
Michaił Andriejewicz Kuzniecow (ur. 9 listopada 1896 w Kuzniecowie, zm. 8 lipca lub 6 sierpnia 1941 w rejonie newelskim) – radziecki dowódca wojskowy, weteran I wojny światowej oraz walk z ruchem Basmaczy i wielkiej wojny ojczyźnianej.

## Życiorys
Urodził we wsi Kuzniecowo, rejon Wielikijski Ustiug, obwód wołogodzki. W czasie I wojny światowej, w 1916 został wcielony w szeregi armii carskiej. Służbę pełnił jako szeregowy w 209 Rezerwowym Pułku Strzelców. Następnie służył w 181 Rezerwowym Pułku Piechoty i 94 Jenisejskim Pułku Piechoty jako młodszy oficer. Po wybuchu rewolucji październikowej został wybrany dowódcą kompanii we wspomnianym pułku. Po demobilizacji pracował jako nauczyciel w szkole podstawowej we wsi Iłowackie.
Służbę w Armii Czerwonej rozpoczął w lipcu 1919. Brał udział w likwidacji bandy pod dowództwem Matchinskiego, za co 15 kwietnia 1924 został odznaczony Orderem Czerwonego Sztandaru. Jako dowódca batalionu w 12 Turkiestańskim Pułku Strzelców, walczył też przeciwko ruchowi Basmaczy. W 1924 został skierowany został na kurs "Wystrieł", a w 1926 na studia do Akademii Wojskowej im. Michaiła Frunzego. Od 1936 kontynuował naukę w Akademii Sztabu Generalnego Armii Czerwonej.
W lipcu 1939 został wysłany na Daleki Wschód, gdzie brał udział m.in. w  walkach przeciw armii japońskiej nad rzeką Chałchin-Goł. W lipcu 1940 został mianowany szefem sztabu formującego się Frontu Dalekowschodniego.
Od 27 stycznia 1941 dowodził 126 Dywizją Strzelecką. W czasie napaści III Rzeszy na Związek Radziecki nadal dowodził wspomnianą dywizją. Podczas walk, gen. Kuzniecow 27 lipca został ciężko ranny i w wyniku odniesionych ran zmarł 6 sierpnia 1941. Został pochowany w obwodzie połockim.
Według wersji z 2005, gen. Kuniecow zmarł z ran już 8 lipca 1941 roku w rejonie Borkowiczy.

## Awanse
- kombrig (29 lipca 1939);
- gen. mjr (4 czerwca 1940).

## Ordery i odznaczenia
- Order Czerwonego Sztandaru;
- Order Czerwonej Gwiazdy;
- Medal jubileuszowy „XX lat Robotniczo-Chłopskiej Armii Czerwonej”.